# Rhipha vivia
Rhipha vivia är en fjärilsart som beskrevs av Watson 1975. Rhipha vivia ingår i släktet Rhipha och familjen björnspinnare. Inga underarter finns listade.